# Sobieszyn (gromada)
Sobieszyn – dawna gromada, czyli najmniejsza jednostka podziału terytorialnego Polskiej Rzeczypospolitej Ludowej w latach 1954–1972.
Gromady, z gromadzkimi radami narodowymi (GRN) jako organami władzy najniższego stopnia na wsi, funkcjonowały od reformy reorganizującej administrację wiejską przeprowadzonej jesienią 1954 do momentu ich zniesienia z dniem 1 stycznia 1973, tym samym wypierając organizację gminną w latach 1954–1972.
Gromadę Sobieszyn z siedzibą GRN w Sobieszynie utworzono – jako jedną z 8759 gromad na obszarze Polski – w powiecie garwolińskim w woj. warszawskim, na mocy uchwały nr VI/10/2/54 WRN w Warszawie z dnia 5 października 1954. W skład jednostki weszły obszary dotychczasowych gromad Lendo i Sobieszyn ze zniesionej gminy Ułęż w powiecie garwolińskim oraz obszar dotychczasowej gromady Blizocin ze zniesionej gminy Łysobyki w powiecie łukowskim w woj. lubelskim. Dla gromady ustalono 22 członków gromadzkiej rady narodowej.
1 stycznia 1956 gromada weszła w skład nowo utworzonego powiatu ryckiego w tymże województwie.
29 lutego 1956 z gromady Sobieszyn wyłączono wieś Blizocin, włączając ją do gromady Łysobyki w powiecie łukowskim w woj. lubelskim.
31 grudnia 1959 do gromady Sobieszyn przyłączono obszar zniesionej gromady Walentynów (tylko Walentynów i Podlodówka) w tymże powiecie (czyli bez wsi Ferdynandów, Lendo Wielkie i Niedźwiedź oraz kolonii Kalinowy Dół i Zielony Kąt).
31 grudnia 1960 z gromady Nowodwór Sobieszyn wyłączono wieś Walentynów, włączając ją do gromady Łysobyki w powiecie radzyńskim w woj. lubelskim.
Gromada przetrwała do końca 1972 roku, czyli do kolejnej reformy gminnej.